# Geekcorps
Geekcorps is een non-profitorganisatie die mensen met technische vaardigheden naar derdewereldlanden stuurt om te helpen bij het opzetten van infrastructuur voor computers. Het is een afdeling van een Amerikaanse ngo, het International Executive Service Corps (IESC), en "bevordert economische groei in de Derde Wereld door technologisch zeer bedreven vrijwilligers te sturen die gemeenschappen leren hoe innovatieve en betaalbare informatie- en communicatietechnologie kunnen worden gebruikt om ontwikkelingsproblemen op te lossen."

De organisatie is in 2000 opgericht in North Adams (Massachusetts). Tegenwoordig is het hoofdkantoor in Washington D.C. gevestigd.
Anno 2005 wordt Geekcorps' grootste project uitgevoerd in Mali, met een plaatselijk hoofdkwartier in Bamako. Het project werkt voornamelijk met radiostations, maar is ook betrokken bij het ontwikkelen van kennisbronnen in de plaatselijke taal, en van de Bambara Wikipedia.